# 橋頭 (雲林縣)
橋頭，是台灣雲林縣麥寮鄉的一個傳統地域名稱，位於該鄉中、北部略偏東。相較於今日行政區，其範圍大致包含新吉村不含東北部及西部、橋頭村不含西部邊界地帶中段及南段、施厝村西南部。

## 歷史
台灣清治末期至日治初期，橋頭地區為一街庄，稱為「橋頭庄」，隸屬於海豐堡。該庄輪廓南北狹長，北隔濁水溪與下海墘厝庄為界，東與雷厝庄、施厝藔庄為鄰，南邊為沙崙後庄，西邊為許厝藔庄。
1901年（日治明治三十四年）11月，全台廢縣廳改設二十廳，該庄隸屬於斗六廳。1903年（明治三十六年）6月，該庄編入「麥藔區」，隸屬於斗六廳。1909年（明治四十二年）10月，合併二十廳為十二廳，麥藔區改隸屬於嘉義廳。1920年（大正九年），全台地方制度大改正，廢十二廳改設五州二廳，該庄改制為「橋頭」大字，隸屬於臺南州虎尾郡崙背庄。
戰後崙背庄改制為崙背鄉，隸屬於臺南縣，大字亦改制為村。1946年8月25日，崙背、麥寮分治，本地區改隸屬於麥寮鄉。1950年10月，雲、嘉、南分治，麥寮鄉改隸屬於雲林縣。

## 聚落
本地區發展較早的聚落為橋頭，在日治期初期的官方地圖上已有記載。此外，本地區尚有新吉聚落。

## 交通
省道台61線又稱「西部濱海快速公路」，是新北市八里區至臺南市安南區的快速公路，尚未全線通車。中部地區路段大致以北北東—南南西走向經過本地區東南部。該道路在本地區屬高架路段，於境內工業路（雲林生活圈一號道路）交會處設有橋頭交流道。由此可快速前往台灣西部海岸各地。
省道台17線又稱「西部濱海公路」，是臺中市清水區甲南至屏東縣枋寮鄉水底寮的幹道，在本地區路段的北半段為省道台61線（西部濱海快速公路）的兩側平面道路，其後轉西南分岔獨行，再繞彎道轉南南西以至出境。由該道路向北北東過濁水溪西濱大橋轉北北西獨行後再轉北北東可經大城鄉前往芳苑鄉、福興鄉、鹿港鎮等地，向南南西可前往麥寮鄉市區、臺西鄉、四湖鄉、口湖鄉等地。
縣道153甲線是後安寮（實際起點在橋頭）至麥寮市區的道路，也是省道台61線（西部濱海快速公路）兩側平面道路，其北側端點（起點）位於本地區東南部工業路（雲林生活圈一號道路）路口。由此向南南西可前往沙崙後中部、麥寮並止於該地區南部的縣道153號路口。
縣道154號（仁德路）是麥寮鄉六輕廠至林內鄉的道路，也是雲林縣最北側的橫貫縣道，大致以西向東由本地區西部邊界中央偏南處入境，至橋頭聚落轉東南東，經省道台61線（西部濱海快速公路）高架橋下暨兩側之省道台17線路口後出境。由該道路向西可前往許厝寮並止於六輕廠；向東南東轉東可前往崙背鄉中北部、二崙鄉中北部、西螺鎮、莿桐鄉中北部、林內鄉等地。
鄉道雲4線（橋頭路、仁德路、無名道路）是橋頭至豐榮（貓兒干）的道路，其西側端點（起點）位於本地區南部的省道台17線路口。由此向北轉北北東蜿蜒而行，至縣道154號路口轉東南東與其共線約80公尺，至路口轉北北東獨行後轉北微西，至新吉聚落轉東北微北再轉東北再轉東，出境後經省道台61線（西部濱海快速公路）高架橋下暨兩側之省道台17線路口後可前往雷厝、貓兒干並止於縣道154號路口。

## 學校
- 橋頭國小